# Ecolo
Ecolo je zelená politická strana v Belgii. Vznikla v roce 1980. Strana působí ve francouzsky mluvící části Belgie, tedy ve Valonsku a v hlavním městě Bruselu. V nizozemsky mluvící části, tedy ve Vlámsku působí spřátelená strana Groen. Ecolo je zkratka pro Écologistes Confédérés pour l'organisation de luttes originales.